# Composizioni di Alban Berg

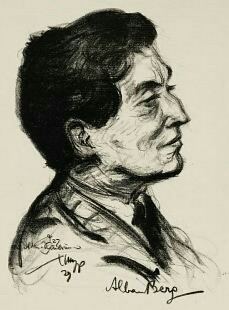
Berg nel 1927.

Lista delle composizioni di Alban Berg (1885-1935), ordinate per data di composizione.
- Jugendlieder (1), composti nel 1901–1904, per voce e piano, pubblicati nel 1985
  - Herbstgefühl (Siefried Fleischer)
  - Spielleute (Henrik Ibsen)
  - Wo der Goldregen steht (F. Lorenz)
  - Lied der Schiffermädels (Otto Julius Bierbaum)
  - Sehnsucht I (Paul Hohenberg)
  - Abschied (Elimar von Monsterberg-Muenckenau)
  - Grenzen der Menschenheit (Johann Wolfgang von Goethe)
  - Vielgeliebte schöne Frau (Heinrich Heine)
  - Sehnsucht II (Paul Hohenberg)
  - Sternefall (Karl Wilhelm)
  - Sehnsucht III (Paul Hohenberg)
  - Ich liebe dich! (Christian Dietrich Grabbe)
  - Ferne Lieder (Friedrich Rückert)
  - Ich will die Fluren meiden (Friedrich Rückert)
  - Geliebte Schöne (Heinrich Heine)
  - Schattenleben (Martin Greif)
  - Am Abend (Emanuel Geibel)
  - Vorüber! (Franz Wisbacher)
  - Schummerlose Nächte (Martin Greif)
  - Es wandelt, was wir schauen (Joseph von Eichendorff)
  - Liebe (Rainer Maria Rilke)
  - Im Morgengrauen (Karl Stieler)
  - Grabschrift (Ludwig Jakobwski)
- Jugendlieder (2), composti nel 1904–8, per voce e pianoforte, pubblicati nel 1985
  - Traum (Frida Semler)
  - Augenblicke (Robert Hamerling)
  - Die Näherin (Rainer Maria Rilke)
  - Erster Verlust (Johann Wolfgang von Goethe)
  - Süss sind mir die Schollen des Tales (Karl Ernst Knodt)
  - Er klagt das der Frühling so kortz blüht (Arno Holz)
  - Tiefe Sehnsucht (Detlev von Liliencron)
  - Über den Bergen (Karl Busse)
  - Am Strande (Georg Scherer)
  - Winter (Johannes Schlaf)
  - Fraue, du Süsse (Ludwig Finckh)
  - Verlassen (canzone popolare boema)
  - Regen (Johannes Schlaf)
  - Traurigkeit (Paul Altenberg)
  - Hoffnung (Paul Altenberg)
  - Flötenspielerin (Paul Altenberg)
  - Spaziergang (Albert Mombert)
  - Eure Weisheit (Johann Georg Fischer)
  - So regnet es sich langsam ein (Cäsar Flaischlein)
  - Mignon (Johann Wolfgang von Goethe)
  - Die Sorglichen (Gustav Falke)
  - Das stille Königreich (Karl Busse)
- Sieben frühe Lieder, per voce e pianoforte, composti nel 1905–8, rivisti e orchestrati nel 1928
  - Nacht (Carl Hauptmann)
  - Schilflied (Nikolaus Lenau)
  - Die Nachtigall (Theodor Storm)
  - Traumgekrönt (Rainer Maria Rilke)
  - Im Zimmer (Johannes Schlaf)
  - Liebesode (Otto Erich Hartleben)
  - Sommertage (Paul Hohenberg)
- Schliesse mir die Augen beide (Theodor Storm), per voce e pianoforte, prima versione (tonale) composta nel 1907, seconda versione (dodecafonica) nel 1925. Entrambe furono pubblicate nel 1930 e nel 1955.
- An Leukon[1] (Johann Wilhelm Ludwig Gleim), per voce e pianoforte, composto nel 1908; pubblicato nel 1937 e nel 1963 (ne esistono 2 versioni: in Sol minore [1907]; in Mi minore [1908])
- Frühe Klaviermusik, pubblicato nel 1989
- Zwölf Variationen über ein eigenes Thema in Do, per pianoforte, composte l'8 novembre 1908; pubblicate nel 1957 e nel 1985
- Symphony and Passacaglia, frammento, composto nel 1913
- Sonata per Pianoforte, Op. 1, composta nel 1907–8, pubblicata il 24 aprile 1911
- Vier Lieder, Op. 2, per voce e pianoforte, composti nel 1909–10, pubblicati nel 1910
  - Schlafen, schlafen (Friedrich Hebbel)
  - Schlaffend trägt man mich (Albert Mombert)
  - Nun ich der Riesen Stärksten (Albert Mombert)
  - Warm die Lüfte (Albert Mombert)
- Quartetto d'archi, Op.3, composto nel 1910, pubblicato nel 1920
- Fünf Orchesterlieder nach Ansichtkartentexten von Peter Altenberg, Op. 4, per soprano e orchestra, testi di Peter Altenberg 1913 diretta da Arnold Schönberg al Musikverein di Vienna (Altenberg Lieder) ed al Teatro La Fenice nel 1948 diretta da Hermann Scherchen
  - Seele, wie bist du schöner
  - Sahst du nach dem Gewitterregen
  - Über die Grenzen des All
  - Nichts ist gekommen, Hier ist Friede
- Vier Stücke, Op. 5, per clarinetto e pianoforte, composti nel 1913, pubblicati nel 1920
- Drei Stücke, Op. 6, per orchestra, composti nel 1914–15
  - Präludium
  - Reigen
  - Marsch
- Wozzeck Op. 7, composto nel 1914–22
- Drei Bruchstüche aus Wozzeck, per soprano and orchestra
- Kammerkonzert, per piano, violino e fiati composto nel 1923–5
- Adagio, per violino, clarinetto e piano, arrangiato nel 1956 (arrangemento del II movimento del Kammerkonzert)
- Suite lirica, per quartetto d'archi, composta nel 1925–6
- Drei Sätze aus der Lyrischen Suite, arrangiamento per orchestra d'archi, 1928
- Der Wein (Charles Baudelaire), aria da concerto, per soprano e orchestra, composto nel 1929
- Canone a 4 voci Alban Berg an das Frankfurter Opernhaus, composto nel 1930
- Lulu, composta nel 1929–35, (parte orchestrale del Terzo Atto completata da Friedrich Cerha)
- 5 Symphonische Stücke aus der Oper ‘Lulu’ (Lulu-Suite), per soprano e orchestra, 1935
- Concerto per violino, composto nel 1935
- Arrangiamenti per piano, harmonium, quartetto d'archi, 1921
  - Franz Schreker: Der ferne Klang (1911)
  - Arnold Schönberg: Gurre-Lieder (1912)
  - Arnold Schönberg: Litanei e Entrückung dal Quartetto d'archi n°2, 1912
  - Johann Strauss (figlio): Wein, Weib und Gesang